# Driving Miss Gilmore
Driving Miss Gilmore es el 130° episodio de la serie de televisión norteamericana Gilmore Girls.

## Resumen del episodio
Logan es dado de alta del hospital y va a su departamento, donde una sobreprotectora Rory le da todos sus cuidados. Y cuando ella no se encuentra para vigilar a su novio, le encarga esa tarea a su amiga Paris y a Doyle. Luego, descubre que el padre de Logan la ha mencionado en una entrevista que le hicieron, y lo hace refiriéndose a que le dio una gran ayuda dándole una pasantía en su diario, para que la chica ahora sea editora del periódico de Yale. 
Liz se aparece ante su hermano Luke y le cuenta que está embarazada, sin embargo tendrá sola a su hijo, debido a que TJ se ha ido de su casa; Luke lo busca pero antes de pegarle se entera de que su hermana lo echó de casa, finalmente hace que se encuentren y sigan juntos. 
Jackson descubre que alguien plantó marihuana en su terreno, y junto con Sookie intentan deshacerse de ella (3 bolsas grandes). 
Lorelai trata de no hablar mucho con Luke cuando él la llama a su celular y hasta evita encontrarlo por unos días. Y, cuando Emily queda temporalmente semi ciega debido a una cirugía mal hecha, entonces le solicita a Lorelai para que la lleve a hacer unas diligencias, y sorprende a su hija al decirle que ella y Richard le iban a regalar la casa que ellos buscaban en Stars Hollow. Lorelai llora y dice que no va a casarse con Luke, luego busca consuelo en casa de Sookie.
- Datos: Q5814300